# Clemens Sels
Clemens Sels (* 31. Mai 1822 in Neuss; † 25. Dezember 1893 ebenda) war ein deutscher Apotheker, Fabrikant, Kunstsammler und Stifter.
Sels wurde als Sohn des Apothekers Ludwig Sels und seiner Frau Maria Agnes, geb. Degreef, in Neuss geboren. Wie sein Vater arbeitete er zunächst als Apotheker. Nach seiner Hochzeit mit Marie Louise Jacobine Pauline Sels, geb. Hofstadt, gründete er gemeinsam mit seinem Bruder eine Stearinkerzenfabrik. Von 1871 bis 1873 war der inzwischen promovierte Fabrikant Erster Beigeordneter der Stadt Neuss. Gemeinsam mit seiner Frau gründete er 1875 einen Fonds zum Wohle fleißiger, unbescholtener, aber mittelloser Bürger. 1877 wurde der Kunstsammler Clemens Sels Mitglied im „Verein für Alterthumskunde und Geschichte“. Er wurde schließlich Museumswart und erhielt 1888 das Amt des Vorsitzenden, das nach seinem Tod Karl Tücking übernahm.
Er starb am 25. Dezember 1893 und wurde in der Familiengruft auf dem Neusser Hauptfriedhof beigesetzt.
Seine Frau stiftete testamentarisch das 1912 eingerichtete Heimat- und Kunstmuseum in Neuss, welches 1950 als Clemens-Sels-Museum benannt wurde.